# Les Neyrolles

Les Neyrolles este o comună în departamentul Ain din estul Franței.